# Hovězí (okres Vsetín)
Hovězí je obec v okrese Vsetín ve Zlínském kraji. Leží zhruba šest kilometrů jihovýchodně od Vsetína. Obcí protéká řeka Vsetínská Bečva (nazývaná také Horní Bečva). Žije zde přibližně 2 400 obyvatel.

## Název
Název obce je středního rodu (to Hovězí), původně se skloňoval podle vzoru „jarní“ (z Hovězího, k Hovězímu, o Hovězím, s Hovězím), toto skloňování však bylo v úzu téměř vytlačeno skloňováním podle vzoru „stavení“ (z Hovězí, k Hovězí, o Hovězí, s Hovězím), pravidla připouštějí oba typy skloňování. Onomastička Alena Polívková si zvolila jméno Hovězí jako typový vzor oikonym středního rodu zakončených na -í, která mají formu zpodstatnělých přídavných jmen (v protikladu k typu „Meziříčí“). V korpusu SYN2010 převažovalo u jména Hovězí skloňování podle vzoru stavení v genitivu 7:0, v lokálu 3:0, dativ nebyl v korpusu nalezen.

## Historie
První písemná zmínka o vesnici pochází z roku 1505.

## Obyvatelstvo
| Rok            | 1869  | 1880  | 1890  | 1900  | 1910  | 1921  | 1930  | 1950  | 1961  | 1970  | 1980  | 1991  | 2001  | 2011  | 2021  |
| -------------- | ----- | ----- | ----- | ----- | ----- | ----- | ----- | ----- | ----- | ----- | ----- | ----- | ----- | ----- | ----- |
| Počet obyvatel | 3 246 | 3 273 | 2 051 | 1 850 | 1 747 | 1 710 | 1 781 | 1 879 | 2 230 | 2 192 | 2 157 | 2 177 | 2 312 | 2 301 | 2 253 |
| Počet domů     | 583   | 633   | 323   | 295   | 278   | 282   | 308   | 374   | 425   | 479   | 522   | 635   | 666   | 691   | 718   |

## Obecní správa

### Obecní symboly
Znak a vlajka byly obci uděleny rozhodnutím předsedy Poslanecké sněmovny Parlamentu České republiky dne 22. ledna 2001.

### Znak
V modro-červeném polceném štítě nad stříbrnou vlnitou patou leží stříbrná čelně hledící kráva se zlatou výzbrojí.

## Pamětihodnosti
- kostel sv. Maří Magdalény – autorem přestavby z let 1882–1890 je architekt Gustav Meretta
- socha sv. Jana Nepomuckého na náměstí (z roku 1712)
- sousoší kalvárie, u silnice (z konce 18. století)

## Galerie

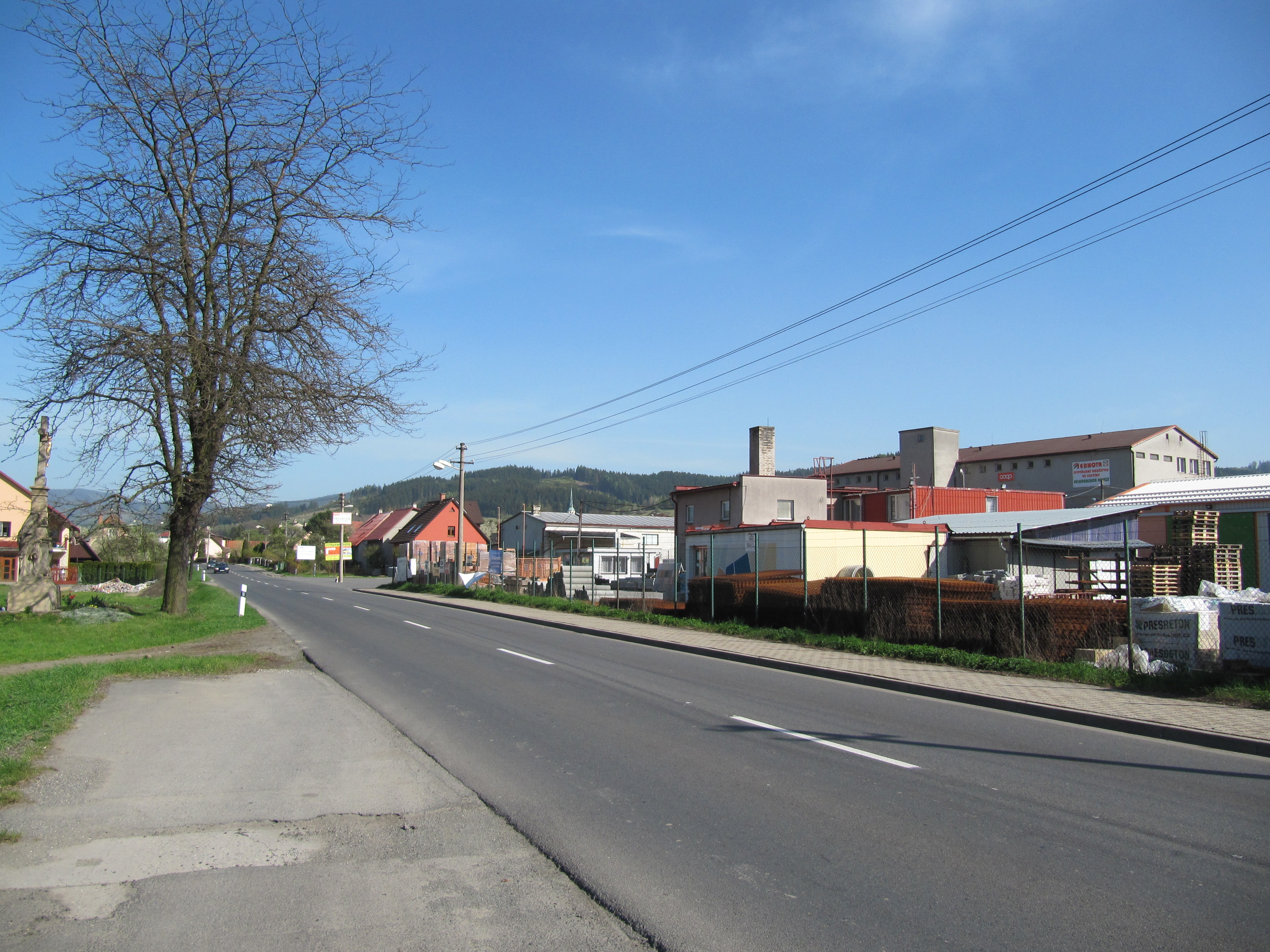
Průjezd obcí od Vsetína
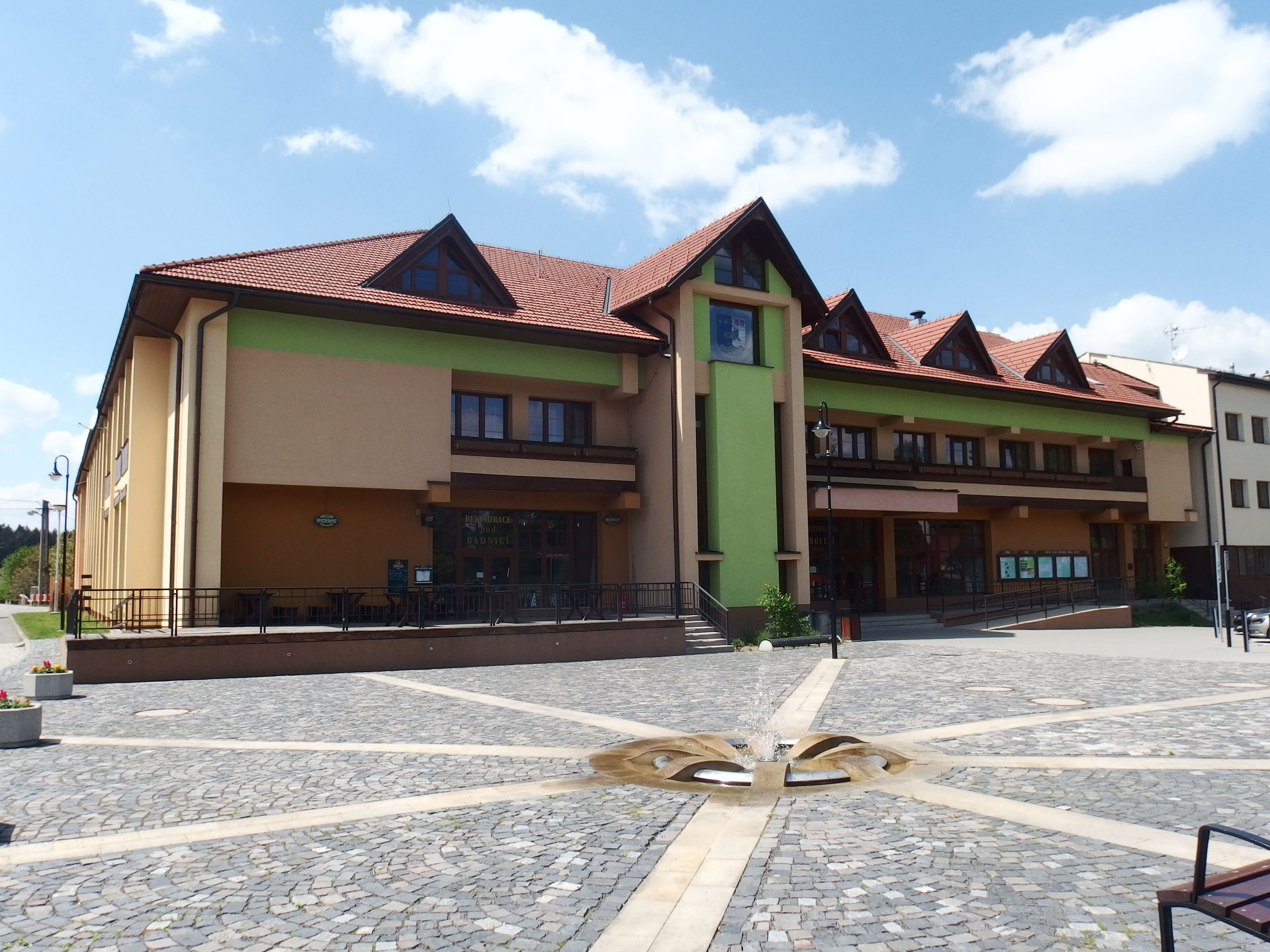
Obecní úřad
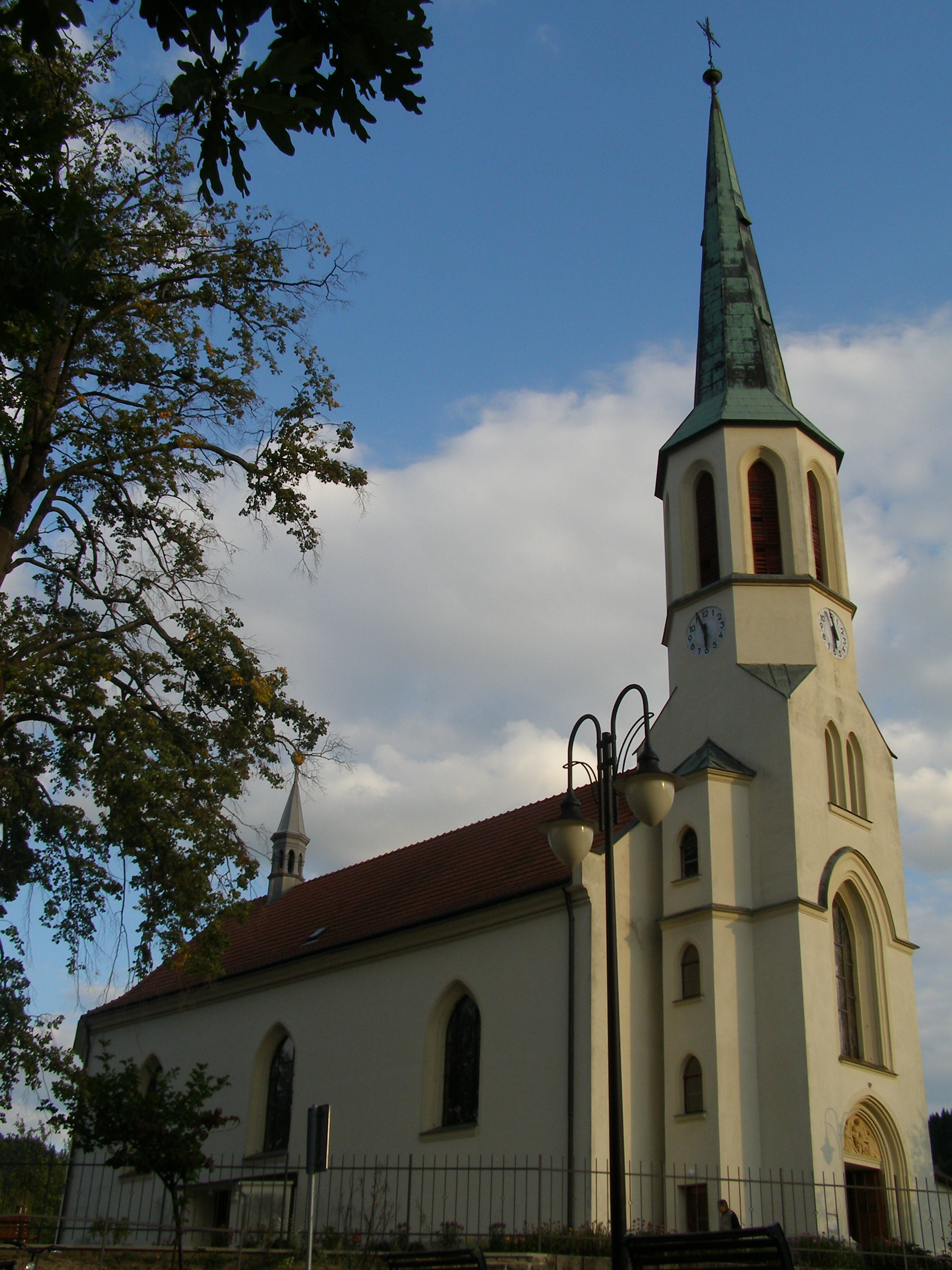
Kostel sv. Maří Magdalény
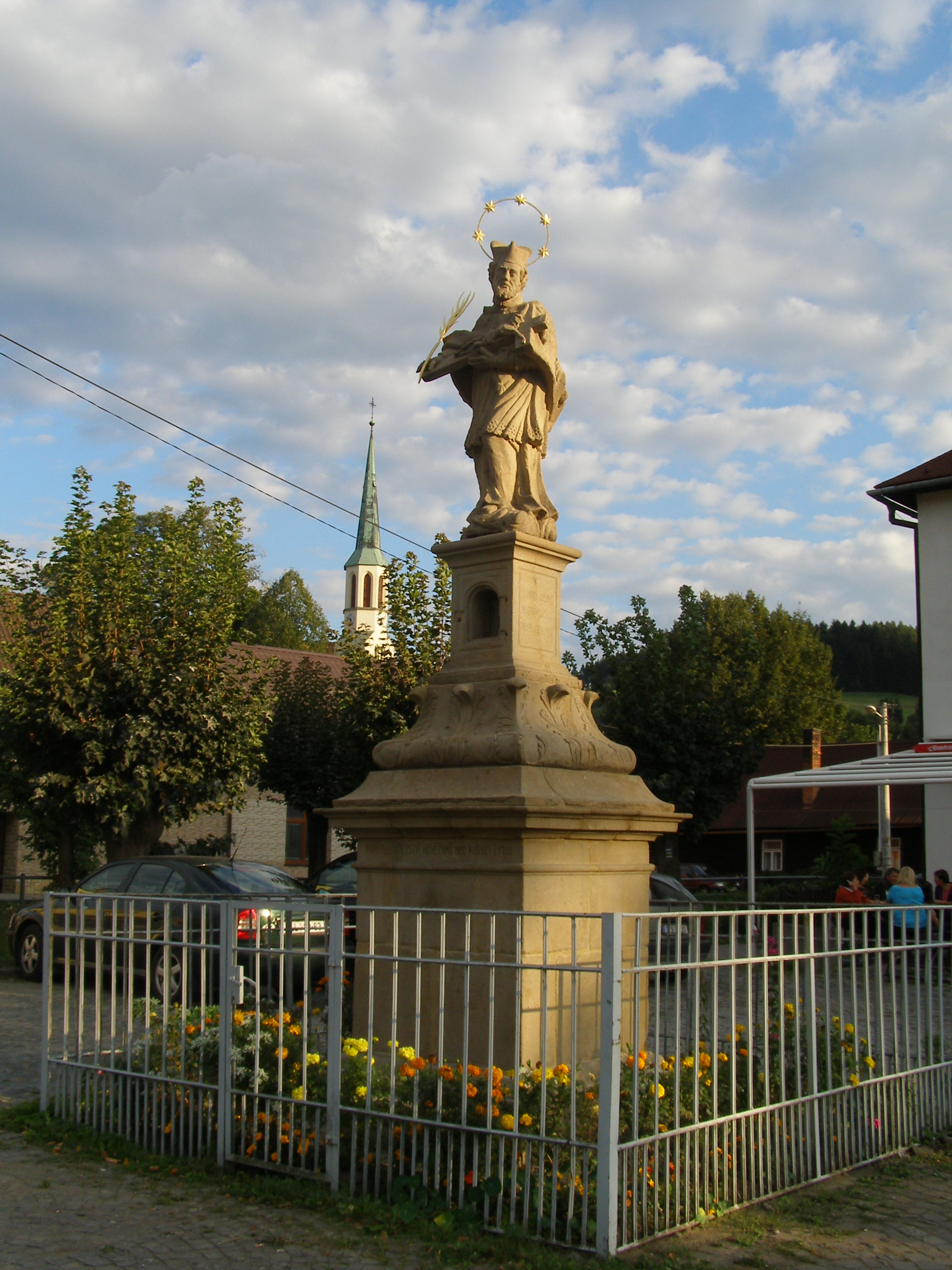
Socha sv. Jana Nepomuckého na náměstí
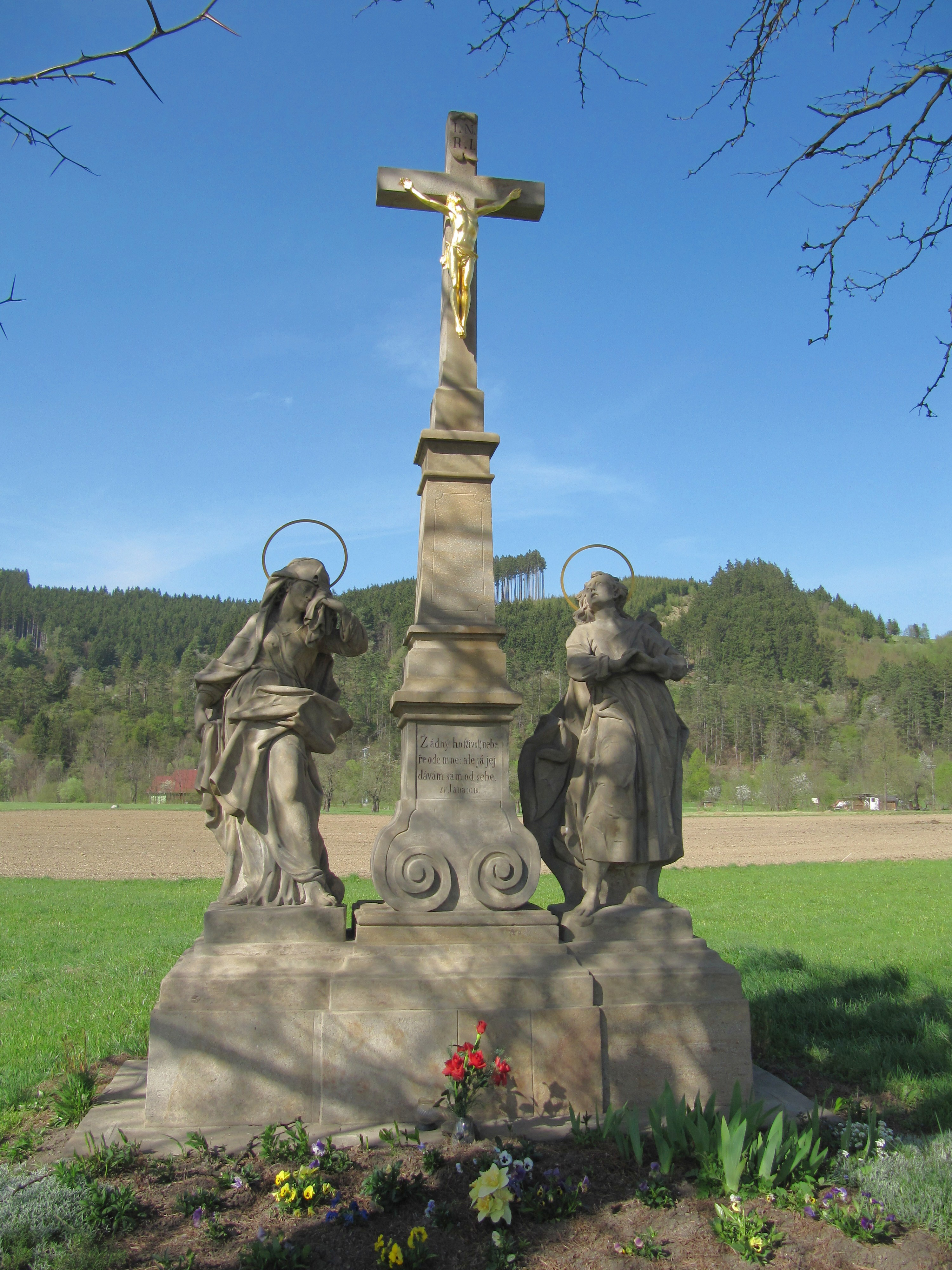
Sousoší kalvárie u hlavní silnice
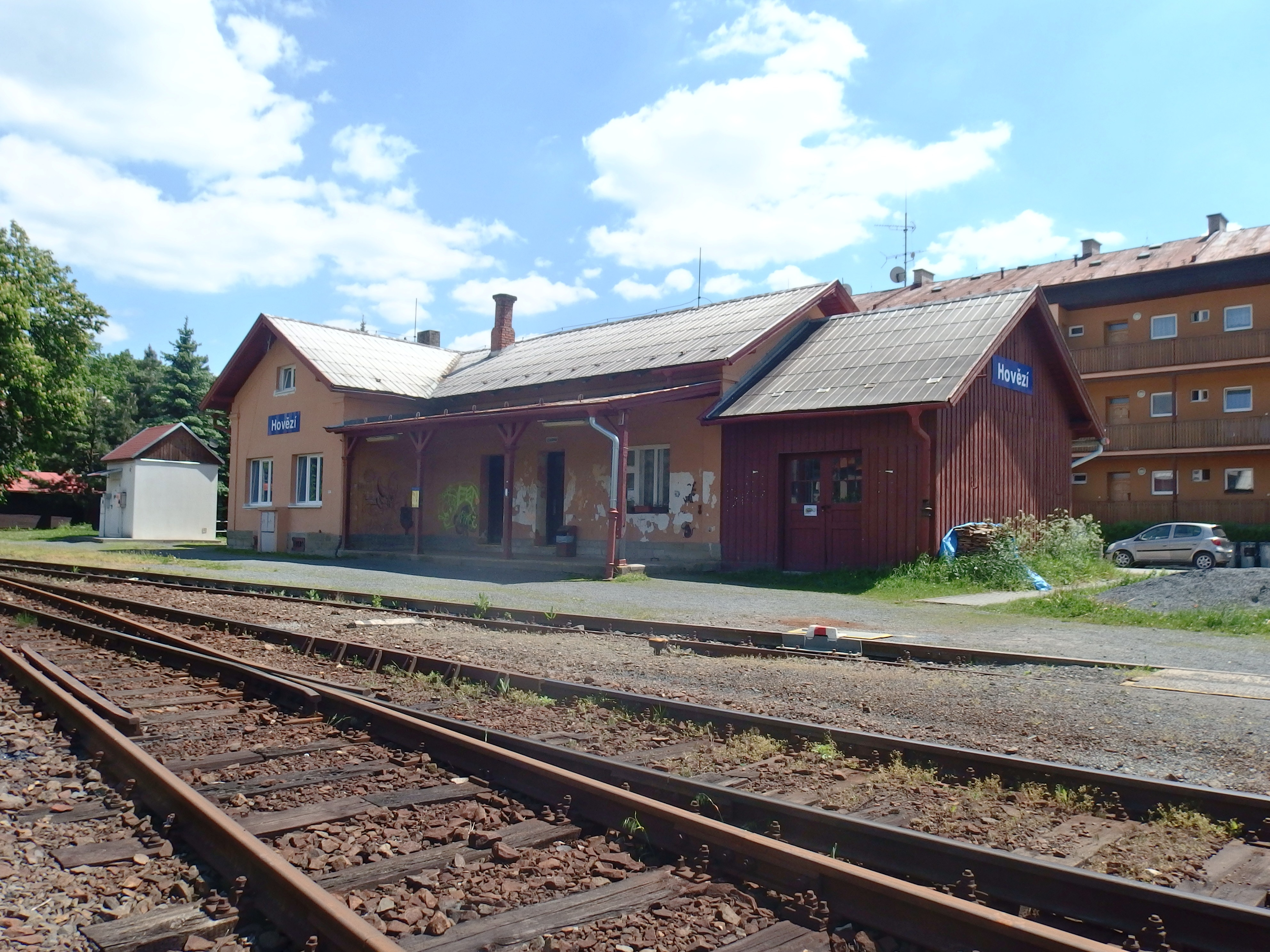
Nádraží

## Osobnosti
- JUDr. Evžen Erban – politik (18. června 1912 Vsetín – 26. července 1994 Praha)
- Ing. PhDr. Zdeněk Hajný – psycholog, výtvarník, inženýr zemědělské ekonomie, autor prací z oboru psychologie a estetiky (30. ledna 1942 Vsetín – 1. března 2014 Praha)
- Josef Heja – naivní malíř a řezbář (12. března 1902 Hovězí – 5. září 1985 Halenkov)
- Břetislav Olšer – publicista a fotoreportér, spisovatel, televizní a rozhlasový scenárista (21. ledna 1947 Hovězí – 9. června 2022)
- František Pavelka – zasloužilý mistr sportu (16. června 1928 Hovězí – 1. srpna 1996 Hovězí)
- František Potočný – etnograf a kameraman (9. ledna 1926 Hovězí – 13. října 1987 Vsetín)
- PhMr. Otto Rydlo – politický pracovník, lékárník, organizátor kulturních akcí (1896 Hodice u Třeště – 20. března 1974 Praha)
- Gustav Adolf Říčan – farář Českobratrské církve evangelické, přírodovědec (21. července 1867 Borová u Přibyslavi – 6. července 1939 Hovězí)
- Gustav Adolf Říčan ml. – farář Českobratrské církve evangelické, komeniolog, církevní historik Fulnecka, vlastivědný publicista; publikoval řadu prací na téma Moravských bratří (21. dubna 1912 Hovězí – 21. října 1973 Suchdol)
- prof. ThDr. Rudolf Říčan – evangelický teolog, farář Českobratrské církve evangelické, historik, vysokoškolský pedagog, překladatel, publicista (23. září 1899 Hovězí – 2. listopadu 1975 Praha)
- Josef Válek – národopisný pracovník, regionální historik Valašska, středoškolský profesor v Praze (31. srpna 1871 Vsetín – 19. prosince 1937 Bařiny u Hovězího)
- Vladimír Vlček – filmový režisér, po roce 1968 emigroval do Francie (27. ledna 1919 Vsetín – 22. listopadu 1977 Anglie, pohřben v Grünwaldu u Mnichova)